# 小行星1393
小行星1393（1393 Sofala）是一颗围绕太阳公转的小行星。1936年5月25日，西里爾·傑克遜在约翰内斯堡发现了此天体。
該小行星以莫三比克索法拉省命名。
这颗小行星的绝对星等为183.28990等。